# Tuffi ai III Giochi europei - Piattaforma 10 metri maschile
La competizione della piattaforma 10 metri maschile ai Giochi europei di Kraków Małopolska 2023 si è svolta il 27 giugno 2023, presso l'Arena dei tuffi di Rzeszów, in Polonia. Per la prima volta, i campionati europei di tuffi sono stati integrati nei Giochi europei, la competizione ha quindi assegnato anche il titoli dell'8ª edizione dei campionati europei di tuffi.
Il turno preliminare si è svolto alle ore 10:00. La finale si è svolta alle ore 18:00.

## Risultati
In verde sono indicati i finalisti
| Class   | Tuffaore               | Nazionalità   | Preliminare | Preliminare | Finale          | Finale          |
| Class   | Tuffaore               | Nazionalità   | Punti       | Class       | Punti           | Class           |
| ------- | ---------------------- | ------------- | ----------- | ----------- | --------------- | --------------- |
| Oro     | Timo Barthel           | Germania      | 434.15      | 1           | 435.40          | 1               |
| Argento | Robbie Lee             | Gran Bretagna | 424.35      | 2           | 413.20          | 2               |
| Bronzo  | Riccardo Giovannini    | Italia        | 391.05      | 3           | 411.20          | 3               |
| 4       | Ben Cutmore            | Gran Bretagna | 373.35      | 6           | 410.75          | 4               |
| 5       | Constantin Popovici    | Romania       | 335.00      | 12          | 398.80          | 5               |
| 6       | Anton Knoll            | Austria       | 341.55      | 11          | 379.40          | 6               |
| 7       | Carlos Camacho         | Spagna        | 374.65      | 5           | 368.20          | 7               |
| 8       | Eduard Timbretti Gugiu | Italia        | 354.45      | 10          | 366.75          | 8               |
| 9       | Jaden Eikermann        | Germania      | 365.65      | 9           | 365.75          | 9               |
| 10      | Isak Borslien          | Norvegia      | 366.90      | 8           | 355.80          | 10              |
| 11      | Robert Łukaszewicz     | Polonia       | 369.50      | 7           | 336.45          | 11              |
| 12      | Yevhen Naumenko        | Ucraina       | 383.15      | 4           | 324.80          | 12              |
| 13      | Athanasios Tsirikos    | Grecia        | 316.05      | 13          | Non qualificati | Non qualificati |
| 14      | Filip Jachim           | Polonia       | 281.25      | 14          | Non qualificati | Non qualificati |
| 15      | Marat Grigoryan        | Armenia       | 253.40      | 15          | Non qualificati | Non qualificati |
| 16      | Tsvetomir Ereminov     | Bulgaria      | 241.05      | 16          | Non qualificati | Non qualificati |